# Tomaida Orsini
Tomaida Orsini (grč. Thomais; o. 1330. – ?) bila je grčka plemkinja i kraljica kao supruga princa i cara Simeona Siniše Nemanjića (srpski Симеон Синиша Немањић; desna slika).
Bila je kći Ivana II. Orsinija (znan i kao Ivan Komnen Duka), koji je bio despot Epira i grof otoka Kefalonije. On je bio sin dame Marije, kćeri dame Ane Paleolog, nećakinje cara Mihaela VIII.
Ivan je oženio Anu Paleolog Angelinu, koja mu je rodila Tomaidu i Nikefora II. Orsinija, koji je bio vladar Epira.
Tomaida je rođena kao Tomaida Komnena Angelina. Obitelji kojima je pripadala rođenjem, Komnen i Anđeo, bile su vrlo moćne, slavne i bogate.
Moguće je da je Tomaidina majka otrovala svog muža.
1338. bizantski je car Andronik III. Paleolog aneksirao Epir. Nakon njegove je smrti došlo do velikog rata te je car Srbije Stefan Uroš IV. Dušan svog polubrata Simeona, sina Grkinje Marije Paleolog, postavio za vladara Epira.
Simeon je oženio Tomaidu; ovo su njihova djeca:
- Jovan Uroš (Јован Урош)[4]
- Stefan Uroš (Стефан Урош)
- Marija Angelina Dukaina Paleologina[5]

Tomaidin je muž bio car Epira i Tesalije te car Srba i Grka, ali nije poznato je li Tomaida postala carica Srba i Grka jer se ne zna kada je umrla.